# Masuccio Salernitano

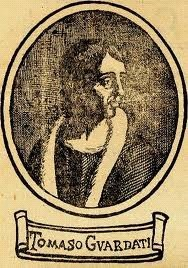
Masuccio Salernitano

Masuccio Salernitano (geboren als Tommaso Guardati, 1410-1475) was een Italiaans dichter, vooral bekend als auteur van Il Novellino, een verzameling van 50 novelles of korte verhalen, elk opgedragen aan een beroemd persoon en afgesloten met een epiloog met de 'moraal' van het verhaal.
De verhalen hebben een sterk antiklerikale inslag, waardoor Il Novellino in 1557 werd opgenomen in de Index Auctorum et Librorum, de eerste Index van Verboden Boeken.
Het 33e van deze verhalen is het verhaal van Mariotto en Ganozza, dat werd aangepast door Luigi Da Porto (1485-1529), eerst als Giulietta e Romeo en later als Historia novellamente ritrovata di due nobili amanti ("Onlangs herontdekt verhaal van twee nobele geliefden"). Deze drie verhalen, plus nog een latere versie van Matteo Bandello en de Engelse vertaling door Arthur Brooke in het gedicht Tragicall Historye of Romeus and Juliet (1562) lijken de bronnen te zijn voor Shakespeares omstreeks 1594/1595 geschreven beroemde toneelstuk Romeo and Juliet.
- Biblioteca Nacional de España: XX1024657
- Bibliothèque nationale de France: cb12316550j (data)
- CiNii: DA07369417
- Gemeinsame Normdatei: 118782533
- International Standard Name Identifier: 0000 0000 8148 4764
- Library of Congress Control Number: n79105658
- Nationale Bibliotheek van Israël: 987007274377205171
- Nederlandse Thesaurus van Auteursnamen: 070372918
- LIBRIS: 195401
- Système universitaire de documentation: 032063970
- Trove: 1010734
- Virtual International Authority File: 68997500
- WorldCat: E39PBJymwFffKtkJQKmPQMXcfq